# Marija Lujza, vojvotkinja od Parme
Marija Lujza Austrijska (Beč, 12. prosinca 1791. – Parma, 17. prosinca 1847.) bila je austrijska nadvojvotkinja, francuska carica (1810. – 1814.), vojvotkinja od Parme (1814. – 1847.), kraljica Kraljevstva Italije i druga supruga cara Napoleona I. Bonapartea.
Marija Lujza rodila se u Beču 12. prosinca 1791. kao najstarije dijete Franje II. (1792. – 1835.), cara Svetog Rimskog Carstva, i njegove druge žene, Marije Terezije Bourbon, od Napulja i Sicilije (1772. – 1807.). Cijelo njeno djetinjstvo proteklo je u stalnim prijetnjama Austriji zbog sukoba s revolucionarnom Francuskom. Kraj rata Pete Koalicije okončan je Napoleonovom pobjedom. Svoje novo carstvo Napoleon je želio učvrstiti povezivanjem s jednom od starin europskih dijastija. U to vrijeme Napoleon se razvodio s Josephinom jer mu nije mogla roditi nasljednika, pa je zatražio ruku nadvojvotkinje Ane, sestre ruskog cara Aleksandra I. (1801. – 1825.). Austrijski car Franjo I. (od 1806. kada je ukinuto Sveto Rimsko Carstvo) uplašio se da će njegova zemlja ostati izolirana povežu li se ta dva carstva, ponudio je Napoleonu ruku svoje kćerke Marije Lujze. Budući da su pregovori s Rusima propali, Napoleon je pristao na Carevu ponudu. Marija Lujza je poslušno pristala na brak, unatoč neskrivenom preziru prema Francuskoj. 

## Život s Napoleonom
Vjenčanje je održano 11. ožujka 1810. u Beču, u Augustinskoj crkvi, a Napoleona je predstavljao Carl Ludwig von Österreich, vojvoda od Tešina (Teschen). Civilno vjenčanje je obavljeno u dvorcu Saint Cloud, desetak kilometara od Pariza. Marija Lujza je bila poslušna žena i vrlo brzno se navikla na život na francuskom dvoru. Napoleon nije štedio da joj ugodi, a ona je pisala svom ocu: »Uvjeravam Vas, dragi tata, da je Caru učinjena velika nepravda. Tko ga bolje poznaje, više ga cijeni i voli.«
Tijekom javnih prigoda, Marija Lujza je vrlo malo govorila, što su neki pogrešno tumačili kao oholost. Dok je u privatnosti bila pristojna, nježna i plaha.
Dana 20. ožujka 1811. rodila je sina, Napoleona Franju Josipa, koji je dobio titulu »kralj Rima«.
Kada je u lipnju 1812. Napoleon krenuo u vojni pohod na Rusiju, Marija Lujza je otputovala u Prag gdje je boravio njen otac s obitelji. Invazija na Rusiju je završila katastrofalno za Francuze. Više od pola francuske vojske je uništeno, što od ruske zime, što od napada ruskih gerilaca. U prosincu 1812. Marija Lujza i Napoleon se vračaju u Pariz, a protiv Francuske se stvorila Šesta koalicija (Pruska, Velika Britanija, Rusija i kasnije Austrija). Marija Lujza je bezuspješno pisala ocu, caru Franji I., da pomogne Napoleonu. U bici kod Leipziga 19. listopada 1813. francuska vojska je ponovno poražena. Napoleon je posljednji put vidio svoju obitelj u rano jutro 25. siječnja 1814. kada se oprostio od Marije Lujze i svoga sina i otišao u rat, kako bi spriječio invaziju Koalicije na Francusku.
Kako je francuska vojska gubila na svim frontama Koalicijska vojska se približavala Parizu. Marija Luzja je odbijala napustiti grad, jer se nadala da će ju kao kćerku austrijskog cara tretirati s poštovanjem. Međutim, Napoleon je poslao svoje ljude po nju i dijete, jer nije želio da padnu u ruke neprijatelju. Marija Lujza i dvor napustili su Pariz 29. ožujka 1814. i sklonili se u Blois, a sljedećeg dana Koalicijska vojska je ušla u grad. Već 3. travnja francuski Senat je objavio svrgavanje Cara. Marija Lujza je sa sinom otputovala u Beč, gdje je boravila do 1816. godine.

## Vojvotkinja od Parme
Napoleon I. je abdicirao 11. travnja 1814. u Fontainebleau. Ugovorom iz Fontainebleaua Napoleonu je određen egzil na otok Elbi, a Mariji Lujzi je dopušteno zadrži svoj carski status, te su joj dodijeljena vojvodstva Parma, Piacenza i Guastalla, s njenim sinom kao nasljednikom. Kasnije je taj Ugovor revidiran na Kongresu u Beču, gdje je Napoleonovom sinu onemogućeno da naslijedi svoju majku na prijestolju u Parmi. 
Marija Lujza je otputovala u Parmu s grofom Adamom Albertom von Neippergom (1775. – 1829.) u ožujku 1816., a 18. travnja je ušla u grad, te je tom prilikom napisala svom ocu: »Ljudi su me pozdravljali s velikim oduševljenjem što mi je izmamilo suze na oči.« Državne poslove je uglavnom prepuštala grofu Neippergu (s kim je bila u ljubavnoj vezi) koji je pak dobivao upute od kneza Metternicha (1773. – 1859.).
Kada je Napoleon I. umro 5. svibnja 1821., Marija Lujza i grof Neipperg vjenčali su se 8. kolovoza iste godine. S njim je imala troje djece. Grof Neipperg je iznenada umro 22. veljače 1829. što je Mariju Lujzu veoma pogodilo. Godine 1831. u Parmi izbija pobuna protiv miješanja Austrije u politička pitanja vojvodstva. Marija Luzja je tada htjela napustiti vojvodstvo, ali su je odvratili austrijanci poslavši vojsku. Pobuna je ugušena, a Marija Lujza je amnestirala pobunjenike. Sljedeće godine 1832. u Beču je od tuberkuloze umro njen i Napoleonov sin Napoleon II.  O svojoj majci nije imao lijepo mišljenje, te je jednom prilikom svom prijatelju grofu Antonu von Prokesch-Ostenu (1795. – 1876.) rekao: »Da je Josephina bila moja majka, moj otac ne bi bio pokopan na Svetoj Heleni, a ja ne bih bio u Beču. Moja majka je ljubazna, ali slaba. Nije bila supruga kakvu je moj otac zaslužio.«
Marija Lujza se udala po treći put za svoga upravitelja dvora, grofa Charlesa-Renéa de Bombellesa (1834. – 1847.).
Umrla je od upale pluća 17. prosinca 1847. u 56. godini života. Njeno tijelo je prebačeno u Beč i pokopano u carsku grobnicu u kripti Kapucinske crkve u Beču.